# Callitriche sonderi
Callitriche sonderi là một loài thực vật có hoa trong họ Mã đề. Loài này được Hegelm. mô tả khoa học đầu tiên năm 1867.